# Idaea exilinota
Idaea exilinota är en fjärilsart som beskrevs av W. Warren 1897. Idaea exilinota ingår i släktet Idaea och familjen mätare. Inga underarter finns listade i Catalogue of Life.